# Loculotuber gennadii
Loculotuber gennadii är en svampart som först beskrevs av Chatin, och fick sitt nu gällande namn av Trappe, Parladé & I.F. Alvarez 1993. Loculotuber gennadii ingår i släktet Loculotuber och familjen Tuberaceae.   Inga underarter finns listade i Catalogue of Life.